# Олександр II (король Шотландії)
Олександр II (шотл. гел. Alaxandair mac Uilliam, англ. Alexander II) (24 серпня 1198 — 6 липня 1249) — король Шотландії з 1214 до 1249.

## Життєпис
Олександр II був єдиним сином Вільгельма I Лева та Ерменгарди де Бомон. Народився у Гаддінгтоні, Східний Лотіан. Через два дні після смерті батька він був коронований в Скуні 6 грудня 1214 року. Олександр II був ще дуже молодий, йому не виповнилося й шістнадцяти років коли він успадкував батьків трон. Це був рудоволосий юнак з ясним розумом і сильною волею, з набагато більшим почуттям відповідальності, ніж у його батька в молодості. Понад те, він відрізнявся більш сильним характером, ніж його батько. Примітно, що він володів тим даром особистого шарму, умінням подобатися людям, який був у Якова IV. Його знатні васали: гели, нормани, англи та бритти — вірно і віддано служили своєму королю. Його Церква з готовністю пішла заради нього на протистояння з Папським Престолом, і як Давид I, він був королем простого люду: латинські вірші називають його світом для народу, вождем бідних (лат. pax plebis, dux miserorum). Дуже мало хто з королів заслужив таких епітетів.

## Правління
На долю Олександра II, випало мати справу з останніми сплесками гельського сепаратизму, спрямованого проти панування у Шотландії англо-нормандської знаті. Феодальна англо-нормандська модель надавала короні нових вагомих інструментів реалізації централізаторської політики. Відомо, що кланова знать достатньо охоче феодалізувалася, оскільки це робило її фактичним власником родової землі, яка передавалася їй у лицарське утримання. Це робило суб'єктом стосунків з королівською владою не самі клани, а лише їхній провід. Можна стверджувати, що від цього часу влада шотландських королів вже твердо поширювалася від затоки Солвей-Ферт та Ґалловею на півдні до Кейтнесу на північному краю шотландського материка. Далі вже починалися Острови, контрольовані Норвегією з часів вікінгських набігів.
Через рік після його сходження на престол, клани МакУільямів і МакГетів, непримиренні вороги шотландської корони, підняли повстання, але віддані війська швидко придушили їх заколот. На чолі повстання встали Дональд Бан, очевидно, брат останнього претендента з роду МакУільям, того самого Годфрі, який був убитий у 1212 році, і якийсь Кеннет МакГет, родовід якого не цілком ясний. Швидше за все, він походив з дому Лулаха, а батьком його, ймовірно, був Дональд, полонений у 1156 році. Вони привели з собою союзників з Ірландії, але навіть за таких обставин це повстання, було з самого початку приречене на провал і було відразу ж придушене ярлом Росса, Ферхаром Макант-Сагайртом. Обидва вожді бунтівників були вбиті, а їхні голови відіслані королю.
У цей час в Англії повсталі барони змусили Іоанна I Безземельного підписати «Велику хартію вольностей», важливий документ, який суттєво обмежував королівську владу. Іоанн невдовзі зрікся Хартії, і бунтівні магнати закликали 17-річного Олександра на допомогу, пообіцявши йому північні графства. Барони Нортумберленда, пам'ятали мудре правління його діда, зібралися та принесли Олександру клятву вірності. Навіть йоркширські лорди, давні супротивники його батька та прадіда, пішли за прикладом своїх сусідів, а барони південних провінцій вітали Олександра як бажаного союзника. Як виявляється з повідомлень англійських хроністів, протягом усього свого царювання шотландський король користувався однаково високою популярністю як у себе на батьківщині, так і в Англії.
У липні наступ почав Олександр. Він узяв Карлайл, потім, підсилюючись на шляху свого руху загонами англійських баронів, рушив через усю Англію до Дувру, розграбувавши володіння декількох роялістів, не розорював тільки церкви та інші релігійні споруди, та обходячи володіння вельмож, які воювали проти Іоанна I Безземельного. По дорозі шотландський король узяв приступом Лінкольн, головний оплот роялістів
Запрошений баронами царювати французький принц після раптової смерті Іоанна I Безземельного у 1216 року був відправлений додому, влада перейшла до Іоаннового малолітнього сина Генріха III (1216—1272), з огляду на його вік англійські магнати почувалися безпечно і не потребували підтримки зовні. Олександрові довелося припинити військові дії та принести омаж малому Генріхові за свої англійські маєтності та віддати англійцям щойно захоплений Карлайл.
Дипломатія закріпила примирення шлюбом, укладеним Олександром і сестрою Генріха, Іоанною Англійською, 18 червня або 25 червня 1221 року. Старша сестра шотландського короля вийшла заміж за юстиціарія та фактичного регента Англії Г'юберта де Бурґа. Втім, це не зупинило міждержавні суперечки, які точилися ще п'ятнадцять років та були більш-менш розв'язані за посередництвом папського легата укладанням «Йоркської угоди» 1237 року. Він став відомий як «Йоркський мир», який визначив кордон між двома державами між затокою Солвей-Ферт (на заході) та гирлом річки Твід (на сході). За його умовами Шотландія поступилася своїми зазіханнями на англійський престол в обмін на деякі васальні терени у Англії, це врешті дозволило у наступні десятиліття не мати постійної загрози з півдня.
Наступний рік був відзначений підпорядкуванням напівнезалежної області Аргілл. Королівські війська без особливих зусиль придушили повстання у Геллоуей 1235 року. Вторгнення, розпочате вигнаними лідерами цієї області, було успішно відбито.
Іоанна померла в березні 1238 року, у Ессексі, і на наступного 1239 року, Олександр одружився вдруге. Його другою дружиною стала Марія де Кусі. Вінчання відбулося 15 травня 1239 року а 1241 року народився син, майбутній Олександра III. Шлюб з француженкою значно знизив популярність шотландського короля в Англії, бо безславне війна з Францією все ще тяглася, за відсутності успіхів у ній Генріха III. Проте Олександр II зберігав твердий нейтралітет, так що коли Генріх вирушив на війну, то доручив охорону англійських кордонів саме Олександру та заручив свою маленьку доньку з немовлям-шотландським принцом, майбутнім королем Олександром III. Олександр ретельно виконував довірене йому завдання, однак англо-французька війна так і не ознаменувалася ніякими досягненнями англійської корони та закінчилася у 1243 році формальною відмовою Генріха III від Нормандії і всіх інших феод на північ від Луари — вотчини його роду та норманських королів. Це погіршило настрої англійців і спонукало англійських баронів розглядати війну з Шотландією як можливий засіб відновлення національного престижу, і поки Генріх залишався у Франції, трапився «інцидент», мало не спровокував військові дії.
Загроза вторгнення Генріха у 1243 році на деякий час порушила мирні відносини між двома країнами. Та швидкі дії Олександра, і відсутність бажання у англійських баронів воювати, призвели до укладання миру в Ньюкаслі 1244 року.
Протягом усього царювання Олександра II Шотландія процвітала. Країна повністю оговталася після слабкого правління Вільгельма I та продовжувала розвиватися, дотримуючись основних принципів, закладеним ще Давидом I. Королівський закон тепер встановилися на всій території Шотландії і підтримувалися твердою рукою. Організація державного управління набувала все більш ясних та виразних контурів. Припинялися будь-які зловживання привілеями, приймалися енергійні заходи проти тих лордів, які використовували юридичні фікції, щоб рятувати злочинців від справедливого покарання і таким чином збирати навколо себе загони з людей, життя яких залежали від беззастережного підкорення волі пана. Завдяки загальному заспокоєнню та стабільності створювалися всі передумови для економічного процвітання. На самому початку правління Олександра II законодавство було поставлено на службу сільському господарству. Була зроблена спроба збільшити площі орних земель за рахунок пасовищ, і всі землевласники в законодавчому порядку були зобов'язані обробляти фіксований мінімум угідь. Процвітали і міста, з'явилися ознаки виникнення нових ремесел. Відомо про чудовий корабель, побудований у Інвернесі 1249 року, для графа Сен-Поля, могутнього бретонського вельможі, це свідчить про те, що Інвернесс користувався доброю славою
У внутрішній політиці Олександр постійно підтримував контроль над периферією, регулярно відвідуючи зі збройними загонами Кейтнес, Морей, Аргілл та Ґалловей. Додатковою причиною цих походів було поступове висунення претензій на приєднання Королівства Островів, яке визнавало зверхність Норвегії (офіційно Норвегія мала права на ці землі за угодою 1098 року з шотландським королем-нездарою Едгаром). У 1230-1240-ві рр. норвежці нагадували про себе нападами та періодичною військовою присутністю.
До свого п'ятдесятиріччя Олександр II перетворив Шотландське королівство в процвітаючу державу. Його тверда позиція запобігла загрозі війни з Англією, і у нього не було підстав припускати можливість повторення цієї небезпеки. Найсерйозніша загроза виходила від неспокійних галлів-гелів з Островів, які могли з легкістю опертися на підтримку Норвегії. Зростаюче бажання підпорядкувати Шотландії Острови спонукало Олександра запропонувати Гакону Норвезькому за них гроші. Гакон IV, котрий нітрохи не менше шотландського короля усвідомлював, що Острови являють собою чудову базу для нападів на Шотландію, відповів, що він не потребує грошей. Повторне посольство принесло такий ж результат. У 1248 Дункан Аргіллський, васал як Олександра, так і Гакона IV, помер, залишивши свої великі володіння синові Евен, якого один його англійська сучасник називає «хоробрим та витонченим воїном» (miles strenuus et elegantissimus). Олександр II піддався спокусі вчинити єдиний неправедний вчинок за все своє царювання. Він спробував схилити Евена принести йому васальну присягу не тільки за Аргілл, а й за Південні Острови. Евен відповідав, що він вже приніс омаж за Південні Острови Гакона, і почув у відповідь, що ніхто не може служити двом панам. Евен заявив, що це цілком можливо, якщо панове знаходяться у мирі один з одним, як Олександр та Гакон IV, та король не побажав чути ніяких виправдань, запропонував відмовитися від своїх норвезьких феод. Олександр, який бажав приєднати їх до Шотландії, не погодився на таке вирішення питання. Евен не захотів ні здаватися, ні битися проти свого сюзерена і втік на острів Льюїс.

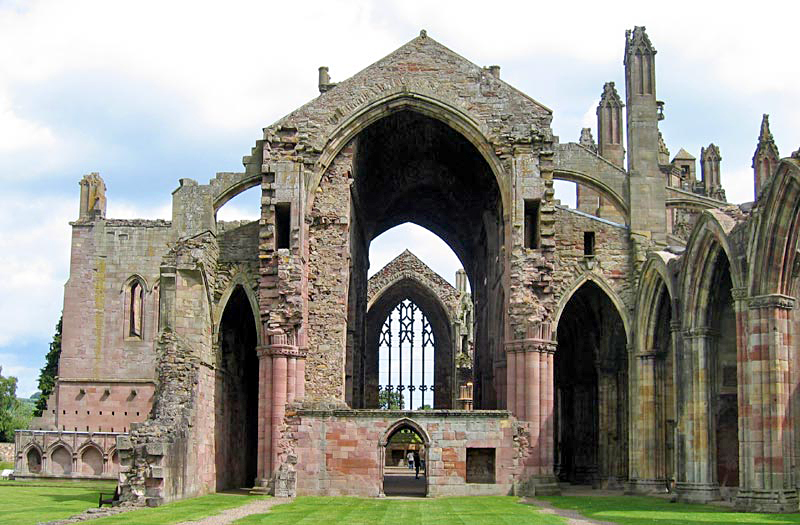
Абатство Мелроз

## Смерть
Олександр II зібрав флот, але помер від гарячки як раз під час війни, 8 липня 1249 року, під час перебування на острові Керрера. Поховали Олександра II у абатстві Мелроз, Роксбургшір. Корону успадкував семирічний Олександр III (1249—1286). Олександру II було трохи більше п'ятдесяти років. Його смерть знову віддала Шотландію у владу неповнолітнього короля. Однак Олександр III успадковував країну, де батько навів у всіх справах зразковий порядок. Навіть незважаючи на серйозні небезпеки, машина державного управління працювала як добре налагоджений механізм, до того часу, поки Олександр III не досяг зрілості та зміг взяти управління країною в свої руки. Без перешкод продовжився економічний та соціальний прогрес, яким ознаменувалося правління Олександра II.

## Дружини та діти
- Іоанна Англійська (22 липня 1210 — 4 березня 1238) — старша законна дочка і третя дитина Іоанна Безземельного та Ізабелли Ангулемскої. Вона й Олександр II були повінчані 1221 року в кафедральному соборі Йорка. Олександру було — 23, Іоанні — 11. Дітей у них не було. Іоанна померла у Ессексі 1238 року та була похована в абатстві Таранто Крауфорд, у Дорсеті.
- Марія де Кусі (1218 — 1285) — мати Олександра III Шотландського.
  - Олександр III (4 вересня 1241 — 19 березня 1286) — син Олександра II та Марії де Кусі, король Шотландії (6 липня 1249 — 19 березня 1286).
- Марджорі — незаконнонароджена дочка, котра вийшла заміж у 1244 році за Алана Дорвард, юстиціарія Шотландії. Їх онук, Ніколас де Соуліс, 1291 року був одним з претендентів на шотландську корону.